# Season of changes
Season of Changes è il terzo album in studio del Brian Blade Fellowship. Registrato principalmente presso The Clubhouse Studio a Rhinebeck, NY ed è stato pubblicato dalla Verve Records il 6 maggio del 2008.
Il disco riconferma quasi in toto la formazione presente nell'album precedente, fatta eccezione per lo steel guitar di David Easley, strumento che qui è assente. Il disco rinconferma inoltre la versalità del gruppo nel padroneggiare le numorose influenze presenti nel loro lavoro; dal folk al gospel, dal blues allo spiritual jazz coltraniano.

## Tracce
Tutti i brani, eccetto dove indicato, sono stati composti da Brian Blade
1. Rubylou's Lullaby – 4:38
2. Return of the Prodigal Son – 8:54 (musica: Jon Cowherd)
3. Stoner Hill – 3:19
4. Season of changes – 12:00 (musica: Jon Cowherd)
5. Most Precious One – 2:50
6. Most Precious One (Prodigy) – 3:11
7. Improvisation – 3:56 (musica: Cowherd, Myron Walden)
8. Alpha and Omega – 1:28
9. Omni – 6:10

Durata totale: 46:26

## Formazione
- Brian Blade - batteria
- Melvin Butler - sassofono tenore
- Myron Walden - clarinetto basso, sassofono contralto
- Jon Cowherd - pianoforte, organo a pompa, Fender Rhodes
- Kurt Rosenwinkel - chitarra elettrica
- Christopher Thomas – contrabbasso[1]